# Sophus Nielsen

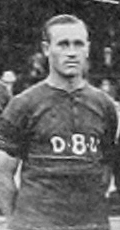
Nielsen em 2012

Sophus Erhard Nielsen (Copenhague, 15 de março de 1888 –– Copenhague, 6 de agosto de 1963) foi um futebolista e treinador dinamarquês, medalhista olimpico.

## Carreira
Nielsen foi o primeiro jogador na história a marcar dez gols pela sua seleção. Com a mesma, participou dos Jogos Olímpicos de 1908 (nesta, terminou como artilheiro, tendo marcado onze gols, sendo dez na histórica vitória sobre a França por 17 x 1) e 1912, terminando ambas com a medalha de prata. Ainda pela seleção, também chegaria a ocupar o cargo de treinador, mas durando apenas duas partidas.
Durante sua carreira, defendeu inexpressivas equipes locais nas categorias de base, tendo defendido durante sua carreira adulta apenas dois clubes, sendo o Frem e o Holstein Kiel. Primeiramente, defendeu o Frem, vindo das categorias infantis do clube, permanecendo durante seis anos. No entanto, como Sophus e seu irmão, Carl, estavam desempregados (o futebol era amador na época), decidiram viajar pela Europa, e, durante uma de suas paradas, na cidade alemã de Kiel, o presidente do clube de futebol local ofereceu um emprego para ambos com a condição que se inscrevessem para defender o clube na liga local. A passagem seria curta, durando menos de dois anos, mas o suficiente para Nielsen marcar impressionantes 91 gols em apenas dezoito partidas. Após deixar a Alemanha, retornou à Dinamarca, e também para o Frem, defendendo o clube durante mais nove anos, anotando 125 gols em 137 partidas.